# Rainer Helmig
Rainer Helmig (* 26. März 1957 in Hamm, Westfalen) ist ein deutscher Experte für die Modellierung von Mehrphasenströmungen in porösen Medien und Hochschullehrer an der Universität Stuttgart.

## Wissenschaftlicher Werdegang und Forschungsgebiet
Rainer Helmig ist ein national und international anerkannter Fachmann auf dem Gebiet der numerischen Modellierung von Mehrphasenströmungen in porösen Medien. Mit seiner von ihm geleiteten Arbeitsgruppe war er nach 1990 in Deutschland ein Wegbereiter, um die bisher vorwiegend in der Petroleumindustrie entwickelten Modellkonzepte auf umweltrelevante Fragestellungen zu erweitern. Beeinflusst wurde er dabei durch einen Forschungsaufenthalt Anfang der 90er am Lawrence Berkeley National Laboratory, wo er in der Gruppe von Karsten Pruess die dort entwickelten Methoden kennenlernte. Er promovierte 1993 an der Universität Hannover, habilitierte 1997 an der Universität Stuttgart und folgte im Jahr 1997 einem Ruf an die Technische Universität Braunschweig, wo er das Institut für ComputerAnwendungen im Bauingenieurwesen leitete. Im Jahr 2000 erhielt er dann den Ruf auf den Lehrstuhl für Hydromechanik und Hydrosystemmodellierung an der Universität Stuttgart. Seit 2010 ist er ordentliches Mitglied der Heidelberger Akademie der Wissenschaften. Von 2019 bis 2022 ist er Magne Espedal Ehrenprofessur der Universität Bergen (Norwegen) als Anerkennung für seine Arbeit, die die Wissenschaft der porösen Medien nachhaltig beeinflusst hat.
Zu den Anwendungsgebieten der von Rainer Helmig und seiner Gruppe entwickelten Modelle zählen z. B. Schadstoffausbreitungsvorgänge in der ungesättigten und gesättigten Bodenzone, CO2-Injektionsprozesse in tiefen geologischen Formationen zur langzeitlichen Speicherung dieses Treibhausgases, Gas-Wassertransport in Brennstoffzellen und Strömungen durch heterogene und geklüftete poröse Medien.

## Aktivitäten
Rainer Helmig war drei Jahre lang Mitglied und dann von 2006 bis 2011 Vorsitzender der Senatskommission für Wasserforschung der Deutschen Forschungsgemeinschaft. Er ist gleichzeitig Sprecher des deutsch-niederländischen Graduiertenkollegs NUPUS (non-linearities and upscaling in porous media) und Direktoriumsmitglied des Stuttgart Research Centre for Simulation Technology. Seit 2018 ist Rainer Helmig Sprecher und Principal Investigator des Sonderforschungsbereiches SFB 1313 mit dem Titel “Interface-driven multi-field processes in porous media – flow, transport and deformation”, welcher von der Deutschen Forschungsgemeinschaft (DFG) gefördert wird. Des Weiteren ist Rainer Helmig Mitglied des Editorial-Board der Zeitschriften Advances in Water Resources (AWR) und Computational Geosciences.

## Auszeichnungen
1995 wurde Rainer Helmig mit dem Dresdner Grundwasserforschungspreis ausgezeichnet. Die US-amerikanische National Groundwater Association (NGWA) hat Rainer Helmig zum Vortragenden der Henry Darcy Lecture Series in Groundwater Science für das Jahr 2015 bestimmt. 2017 wurde er in die Deutsche Akademie der Technikwissenschaften gewählt. Die International Society of Porous Media (InterPore) erteilte Rainer Helmig 2019 eine lebenslange Ehrenmitgliedschaft. 2022 wurde er zum Mitglied der Academia Europaea gewählt und erhielt die Ehrendoktorwürde der Heriot-Watt-Universität in Edinburgh.

## Belege
1. ↑  Mitglieder der HAdW seit ihrer Gründung 1909. Rainer Helmig. Heidelberger Akademie der Wissenschaften, abgerufen am 3. Juli 2016.
2. ↑  Prof. Rainer Helmig wird Magne Espedal Professor | Pressemitteilung | 13.03.2019 | Universität Stuttgart. Abgerufen am 8. Januar 2021.
3. ↑  Lebenslauf von der Institutsseite. Stand 7. Juli 2014
4. ↑  Advances in Water Resources Editorial Board. (elsevier.com [abgerufen am 8. Januar 2021]).
5. ↑  Computational Geosciences. Abgerufen am 8. Januar 2021 (englisch).
6. ↑  Grundwasser-Zentrum Dresden, Preisträger des Dresdner Grundwasserforschungspreises. (Memento des Originals vom 14. Juli 2014 im Internet Archive)  Info: Der Archivlink wurde automatisch eingesetzt und noch nicht geprüft. Bitte prüfe Original- und Archivlink gemäß Anleitung und entferne dann diesen Hinweis. Stand 7. Juli 2014.
7. ↑  National Groundwater Association: Henry Darcy Lecture Series in Groundwater Science offers two lectures in 2015. (Memento des Originals vom 8. Juli 2014 im Internet Archive)  Info: Der Archivlink wurde automatisch eingesetzt und noch nicht geprüft. Bitte prüfe Original- und Archivlink gemäß Anleitung und entferne dann diesen Hinweis. Pressemeldung. Stand 7. Juli 2014.
8. ↑  Deutsche Akademie der Technikwissenschaften: Auszeichnung und gesellschaftliches Engagement: acatech begrüßt 26 neue Mitglieder. Pressemeldung. Stand 13. Dezember 2017.
9. ↑  InterPore Lifetime Membership Award for Rainer Helmig | News | 18.02.2019 | Institut für Wasser- und Umweltsystemmodellierung | Universität Stuttgart. Abgerufen am 8. Januar 2021.
10. ↑  Eintrag auf der Internetseite der Academia Europaea
11. ↑  Hydrosystem expert recognised with Honorary degree | Pressemitteilung | 20.06.2022 | Heriot-Watt. Abgerufen am 9. Oktober 2022 (englisch).

| Personendaten    | Personendaten                           |
| ---------------- | --------------------------------------- |
| NAME             | Helmig, Rainer                          |
| KURZBESCHREIBUNG | deutscher Ingenieur und Hochschullehrer |
| GEBURTSDATUM     | 26. März 1957                           |
| GEBURTSORT       | Hamm                                    |